# 보이스 비
《보이스 비》는 2020년에 개봉한 대한민국의 영화이다.

## 캐스팅
- 김희찬 : 승인 역
- 노영학 : 현태 역
- 강혁일 : 희식 역
- 박지훈 : 요셉 역
- 이두석 : 김뱅 역
- 홍근택 : 방울 역
- 김시은 : 은지 역
- 추예진 : 연정 역
- 이주현 : 주현 역
- 김도훈 : 훈도 역
- 박현세 : 비타 역
- 최준석 : 석준 역
- 이도형 : 어린승인 역
- 서성균 : 어린현태 역
- 최정태 : 승인아빠 역
- 정미란 : 승인엄마 역
- 이주미 : 승인친척 1 역
- 이루다 : 승인친척 2 역
- 박은영 : 현태엄마 역
- 최우영 : 현태아빠 역
- 정지우 : 현태큰누나 역
- 장원영 : 현태작은누나 역
- 배진아 : 초등학교선생님 역
- 장영웅 : 현태학교 학생 1 역
- 박대원 : 현태학교 학생 2 역
- 조수열 : 김뱅친구 역
- 주가영 : 간호사 역
- 한동희 : 이빨돌이 역
- 천영암 : 마이웨더 역
- 이도윤 : 실장 역
- 양성훈 : 실장부하 역
- 김두은 : 과일가게 아저씨 역
- 장웅 : 승인 상대남 역
- 강희제 : 현태 상대남 역
- 백승훈 : 건달 1 역
- 이승조 : 건달 2 역
- 송대명 : 건달 3 역
- 김현정 : 학원선생님 역
- 김미소 : 학원여학생 역
- 하예찬 : 이 기사 역
- 백우영 : 뱅 패자 회원 역
- 정형렬 : 뱅 승자 회원 / 뱅 회원 1 역
- 도진언 : 뱅 회원 2 역
- 권기표 : 뱅 회원 3 역
- 이원희 : 뱅 회원 4 역
- 김상훈 : 뱅 회원 5 역
- 송정수 : 뱅 회원 6 역
- 강희제 : 뱅 회원 7 역
- 강지원 : 희식 여자친구 / 육교 학생 / 초등학교 학생 / 장례식 학생 역
- 박선우 : 희식 여자친구 / 육교 학생 / 초등학교 학생 / 장례식 학생 역
- 정우재 : 희식 여자친구 / 육교 학생 / 초등학교 학생 / 장례식 학생 역
- 이지호 : 희식 여자친구 / 육교 학생 / 초등학교 학생 / 장례식 학생 역

## 수상
- 2020년 제24회 부천국제판타스틱영화제 코리안 판타스틱 : 장편초청